# Alte 48 de ore
Alte 48 de ore  (titlu original: Another 48 Hrs.) este un film american polițist de comedie de acțiune din 1990 regizat de Walter Hill. În rolurile principale joacă actorii Eddie Murphy și Nick Nolte. Este continuarea filmului 48 de ore din 1982.

## Distribuție
- Eddie Murphy ca Reggie Hammond
- Nick Nolte ca Detectiv Sergent Jack Cates
- Brion James ca Detectiv Sergent Ben Kehoe
- Kevin Tighe ca Detectiv Locotenent Blake Wilson
- Ed O'Ross ca Frank Cruise
- David Anthony Marshall ca Willie Hickok
- Andrew Divoff ca Richard "Cherry" Ganz
- Bernie Casey ca Kirkland Smith
- Brent Jennings ca Tyrone Burroughs
- Ted Markland ca Malcolm Price
- Tisha Campbell ca Amy Smith
- Felice Orlandi ca The Warden
- Edward Walsh ca Detectiv Joe Stevens
- Page Leong ca Angel Lee
- Edgar Small ca Judge